# Pachylomera femoralis
Pachylomera femoralis är en skalbaggsart som beskrevs av Kirby 1828. Pachylomera femoralis ingår i släktet Pachylomera och familjen bladhorningar. Inga underarter finns listade i Catalogue of Life.

## Bildgalleri

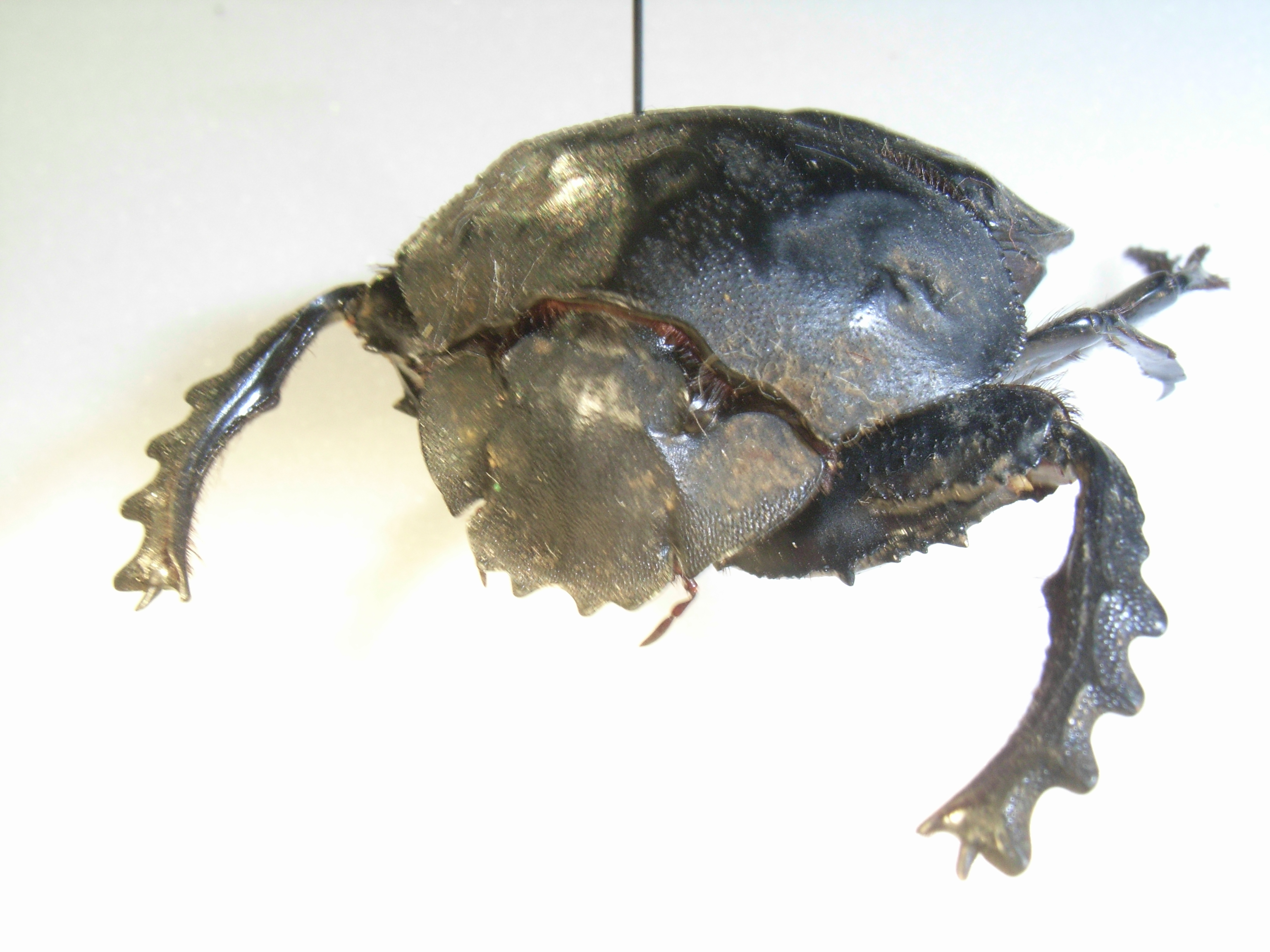
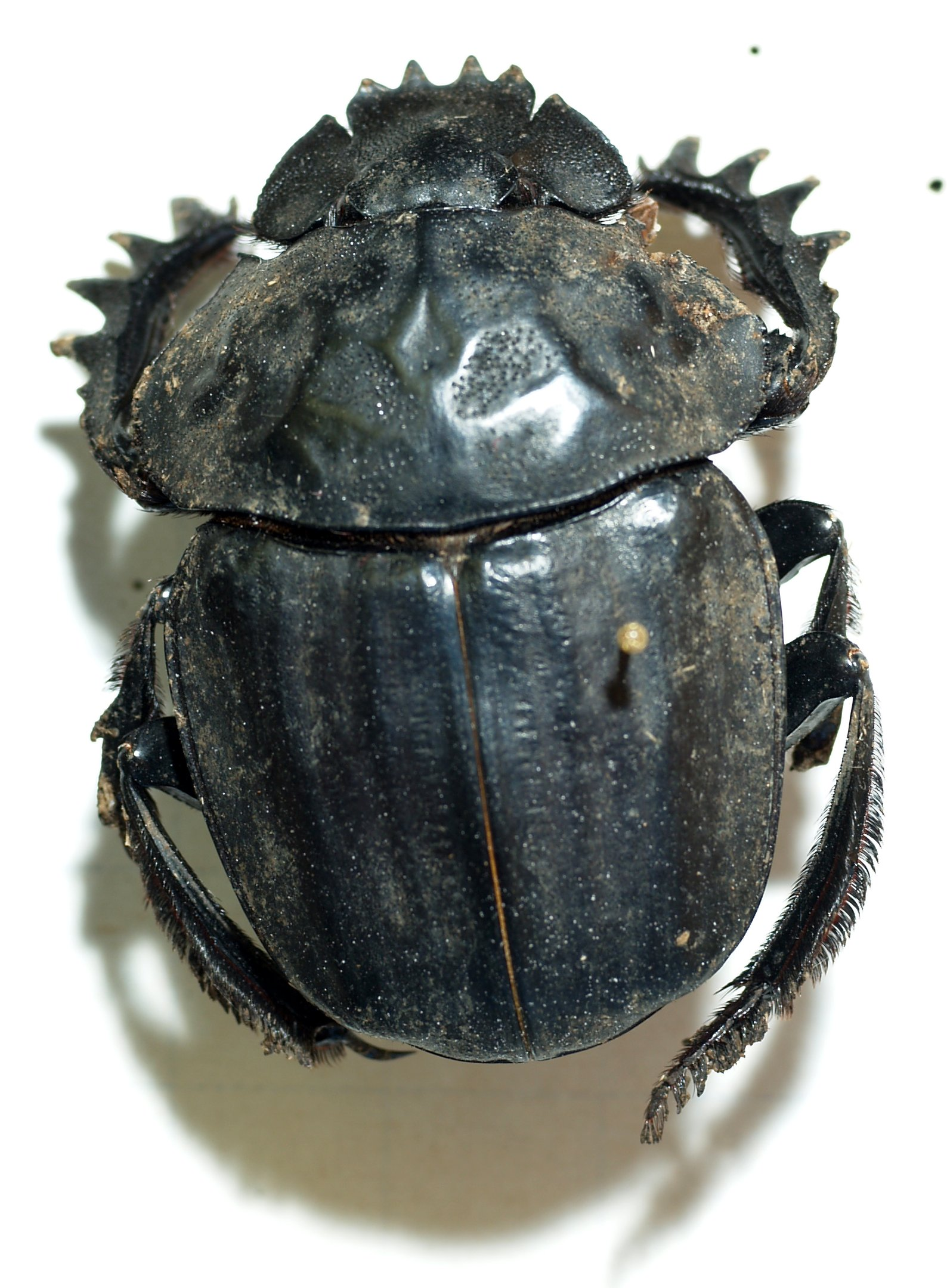
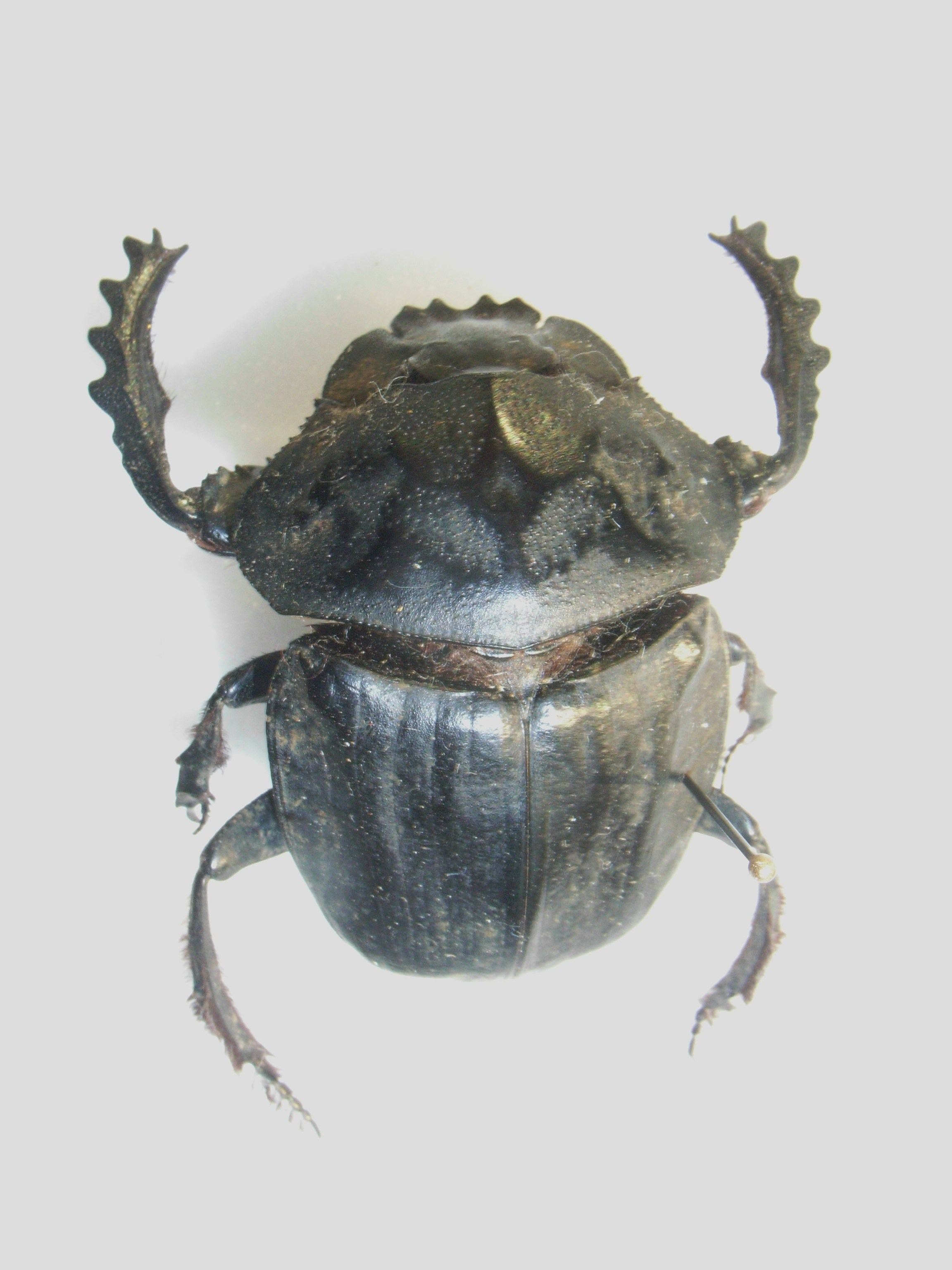